# ブライアン・ホートン・ホジソン

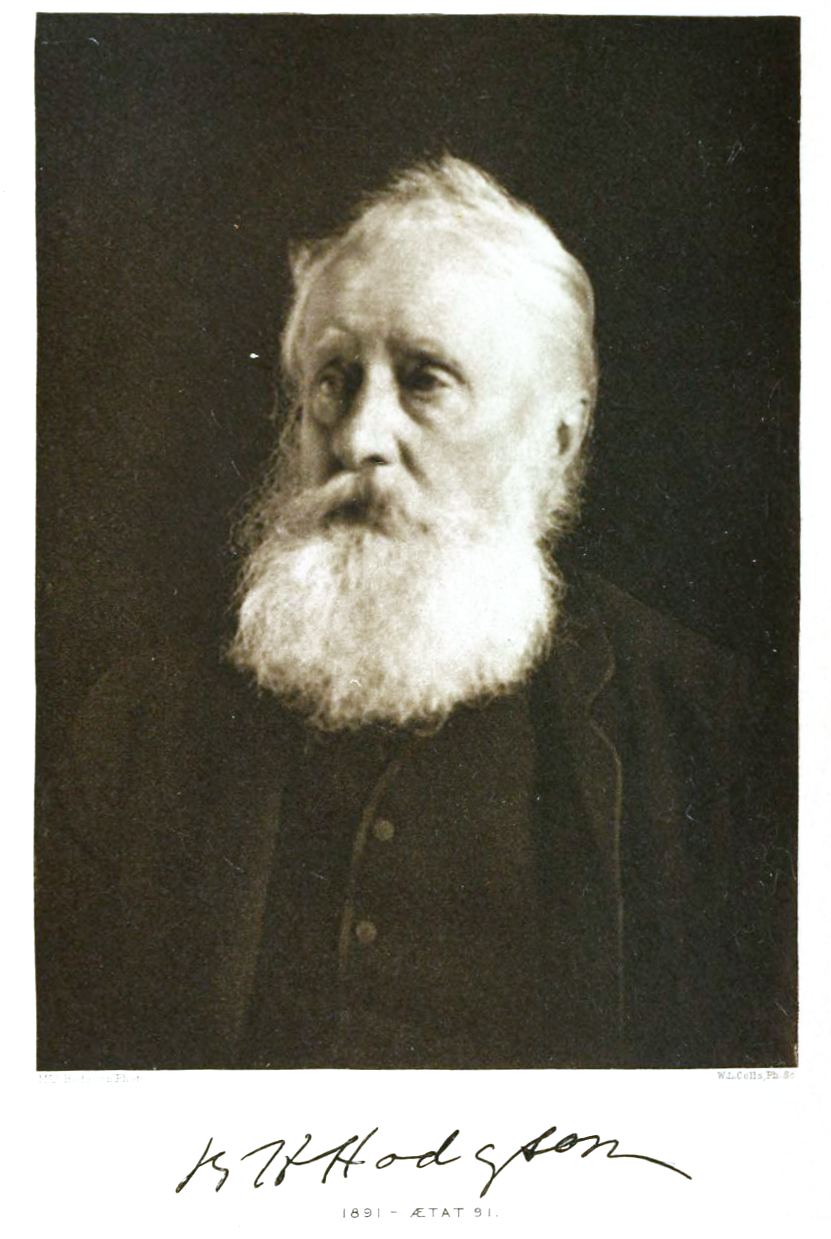

ブライアン・ホートン・ホジソン（Brian Houghton Hodgson、1800年2月1日 - 1894年5月23日）は、イギリスの外交官、博物学者、民族学者、東洋学者。ネパール駐在公使(Resident)をつとめ、ヒマラヤの動物に関する記録を残した。また、チベット・ビルマ語族の諸民族の言語と文化を調査し、仏教写本を収集した。

## 生涯
ホジソンはチェシャーのプレスベリーに生まれた。1816年にイギリス東インド会社の書記官(writer)候補として東インド会社カレッジで学び、1818年にインドに赴任した。しかしベンガル地方の気候が体にあわず、はじめグルカ戦争の結果新たにイギリス統治下にはいったクマーウーンに、1820年にはネパール駐在公使の輔佐官としてカトマンズに移った。1823年にいったんカルカッタに転勤するが、またも健康を害したために翌年カトマンズに戻った。1833年にはネパール駐在公使に就任した。
公務のかたわら、ホジソンはサンスクリットやチベット語で書かれた仏教経典を収集した。また、ネパールの自然や民族についての研究を多数発表した。ホジソンはチベット大蔵経のカンギュルとテンギュルを2部入手し、フォート・ウィリアム大学と東インド会社に送った。また、400部を越えるサンスクリットの仏教写本を得た。ホジソンは『法華経』ほかのサンスクリット写本をウジェーヌ・ビュルヌフのもとに送った。動物ではターキンなど39種の哺乳類と150種の鳥類について最初の記述を行った。
ホジソンは1842年にインド総督として赴任したエレンボロー伯爵に信用されず、1843年に解任された。いったん帰国したが、再びインドに戻り、1845年以降はダージリンに住んで研究に専念した。
ホジソンは英印軍のためにグルカ兵を雇うことを提案した。この案は後にセポイの乱のときに実現した。
1858年に帰国し、チェシャー、後にグロスタシャーに住んだ。1894年に没した。

## 栄誉
ホジソンは1838年にレジオンドヌール勲章シュヴァリエを受章し、フランスのアジア協会はホジソンに金メダルを贈った。1844年にはフランス学士院の会員、1877年に王立協会フェローに選ばれた。1889年にオックスフォード大学は栄誉民法博士(DCL)を贈った。

## 主要な著書
ヒマラヤ地方の言語・文化・宗教に関するホジソンの主著は1841年に出版された。
- Illustrations of the Literature and Religion of Buddhists. Serampore. (1841)

ホジソンはヒマラヤ地方で話されるコーチ語、ボド語、ディマール語の語彙と文法に関する研究を出版した。ホジソンはこれらの言語がインド・アーリア語の侵入以前の原住民の言葉であり、「Tamulian」というひとつの語族に属すると考えた。
- The Kocch, Bódo, and Dhimál Tribes. Calcutta. (1847)

トーマス・マコーリーが植民地の高等教育で英語を使うように主張すると、ホジソンは反対して地元の口語を使うように主張した。
- Preeminence of the Vernaculars; or the Anglicists Answered (4th ed.). The Serampore Press. (1847)

ホジソンはアジア協会報のために多数の論文を執筆した。のちに2つの論文集が出版されている。
- Essays on the Languages, Literature, and Religion of Nepal and Tibet. London: Trübner & co. (1874)
- Miscellaneous Essays relating to Indian Subjects. 1. London: Trübner & co. (1880) 第2巻